# Emarginula dubia
Emarginula dubia is een slakkensoort uit de familie van de Fissurellidae. De wetenschappelijke naam van de soort werd voor het eerst geldig gepubliceerd in 1908 door Schepman.